# 陳宮
陳 宮（ちん きゅう）とは、後漢末期の人物。
- 呂布配下。下記の本項で述べる。
- 揚州会稽郡山陰県の人。朱育に称えられたひとり（『呉志』虞翻伝）。

陳 宮（ちん きゅう、生年不詳 - 建安3年12月24日癸酉（199年2月7日））は、中国後漢時代末期の武将。字は公台。兗州東郡東武陽県（現在の山東省聊城市莘県）の人。

## 生涯
勇敢で信念を曲げない人柄であり、地元の顔役として若いころから天下の英雄や高名な学者たちと交友を結んで自分を高めた。
天下が動乱の時代に入ると、まず曹操に仕えた。初平3年（192年）、兗州刺史の劉岱が黄巾軍に敗れて戦死すると、「覇王の業」のために兗州を傘下に治めるよう曹操に進言した。曹操の同意を得た陳宮は、先行して兗州に赴き、別駕や治中などを説得して回った。この結果、済北の相鮑信らが陳宮の意見に賛同したため、曹操を兗州牧に迎えることができた。

### 曹操への叛逆
興平元年（194年）、曹操は徐州の陶謙を攻撃すると、陳宮に東郡の守備を委ねた。しかし、曹操軍の大部分が兗州を離れた隙を衝き、陳宮は曹操への叛逆を目論んだ。陳宮は、陳留太守の張邈、その弟の張超、従事中郎の王楷・許汜とともに反乱を計画して、呂布を盟主として迎え入れた。なお張邈の反乱の動機は、曹操が袁紹と同盟して自分を攻撃しようとしているのではないか、という不安だったとされている。しかし、陳宮本人の動機は曹操への疑いを抱いたとあるのみで、詳細が不明である。
張邈らが呂布を迎え入れて曹操に反乱を起こすと、兗州の郡県のほとんどが反乱側に付き、曹操に味方したのは鄄城・范・東阿だけであった。この3城は荀彧・程昱・夏侯惇・曹洪・薛悌・棗祗らが守り抜いた。陳宮は自ら軍を率いて東阿を攻撃したが、程昱が倉亭津の渡しを断ち切ったので行軍が遅れた。このために東阿の防備が固まってしまい、攻撃が失敗した。
興平2年（195年）、曹操は兗州へ再度戻り、呂布軍の薛蘭・李封を鉅野で撃破し、これらをすべて斬った。陳宮は呂布に従い、東緡へ出撃して曹操軍を攻撃したが、曹操軍の伏兵に遭って敗北した。その後も呂布軍は曹操軍の前に敗北を重ね、ついに陳宮も呂布とともに兗州から逃走し、徐州の劉備を頼って落ち延びた。
建安元年（196年）、呂布は劉備を駆逐して徐州を手に入れたが、まもなく配下の将である郝萌が反乱を起こした。この反乱は高順により鎮圧されたが、郝萌の下から寝返り帰参した曹性が「反乱の黒幕は袁術と陳宮」であると呂布に対し供述した。このため陳宮は顔を赤らめた。しかし結局呂布は、陳宮が大将であることを理由として、これを不問にした。

### 最期
建安3年（198年）冬、曹操が彭城まで攻め寄せてくると、陳宮は呂布に対し直ちにこれを攻撃するよう進言した。しかし、呂布は曹操軍が下邳まで攻め寄せてくるのを待つとして、これを容れなかった。呂布は下邳まで曹操軍が来たところで城外へ出撃したが、敗北して成廉を捕虜にされてしまい、また下邳城内に追い込まれたため、曹操からの勧告もあって降伏しようとした。しかし陳宮は、かつて曹操に反逆したという深い罪を負っていることを自覚していたため、呂布の降伏を阻害した。『献帝春秋』によれば、陳宮は呂布に対し「曹操に降伏するのは、石に向けて卵を投げるようなものです」などと諫言している。
陳宮は、局面を打開しようと呂布に献策するなどしたが、採用されることはなかった。同年末、呂布の縁戚である魏続・侯成・宋憲らが反乱を起こし、陳宮を捕縛して曹操に寝返った。これにより呂布も戦意を喪失し、曹操に降伏した。
曹操が面前に引き立てられた陳宮に「何故このような事になったのか」と問うと、陳宮は呂布を指して「この男が私の言う事を聞かなかったためにこうなったのだ」と答えた。さらに曹操が「老母や子供はどうするつもりだ」と尋ねると、陳宮は「天下を治める者は人の親を殺したり、（その家の）祭祀を途絶えさせたりしないもの。母の生死は貴公の手中にあり、私にはない」と言った。このため曹操は、涙ながらに刑場に向かう陳宮を見送った。しかし陳宮は振り向かなかったという。こうして呂布・高順らと共に絞殺され、許の市において晒し首にされた。曹操は彼の老母ら家族を引き取って厚遇し、陳宮の娘も嫁ぐまで面倒を看た。

## 三国志演義
小説『三国志演義』では、中牟県の県令として登場する。董卓暗殺に失敗し洛陽から逃げ出した曹操を捕まえている。しかし一度は捕らえるも、曹操の志に感服し共に逃亡する。
逃亡途中、二人は曹操と旧知の間柄である呂伯奢の家に立ち寄ったものの、呂伯奢の家族に捕らえられて殺されるのではと疑心暗鬼にかられ、呂伯奢の家族を殺害する。さらに家から逃げ出す途中、曹操はこの事情をまだ知らない呂伯奢をも、口封じのために殺害してしまう。その余りの身勝手さに呆れた陳宮は、曹操が寝入った隙に暗殺しようと考えるが思い留まり、一人で東郡へ去る。
その後、陳宮は東郡で従事を務め、徐州の陶謙とも交流を持つ。曹操が父の仇を討つために徐州に攻め込もうとすると、陳宮は陶謙のために曹操を諫止しようとするが、逆に罵られて追われ、陳留の張邈を頼る。そして、史実通りに張邈らとともに呂布を擁立し、兗州を曹操から奪う。
呂布が曹操に敗れて徐州の劉備の下に逃れると、これに随従していた陳宮は、呂布に進言して劉備を駆逐し、呂布を徐州の支配者とさせる。さらに陳宮は、袁術が派遣した使者韓胤と結託し、曹操らに対抗しようと図る。しかし、密かに呂布の駆逐を狙う陳珪・陳登父子に阻まれ、韓胤は呂布により曹操に引き渡され処刑されてしまう。その後も陳珪父子に行動を妨害されたため、陳宮は呂布に陳父子を退けるよう諫言するが、容れられず嘆息する。
曹操が徐州へ進攻してくると、陳登の裏切りにより、呂布・陳宮は下邳に追い詰められる。曹操の勧告に応じて降伏しようとする呂布を押し止め、陳宮は弓矢で曹操の本陣傘を射抜く。さらに「掎角の勢」を進言して曹操軍を破ろうとするが、呂布の妻厳氏が泣いて呂布を止めたため、実行を取り止めている。敗北後の刑場での曹操とのやり取りは、史実とほぼ同様である。

## 人物像
当時、智謀の士として名声が高かった陳宮であるが、曹操軍の荀攸は下邳城を包囲した際に「陳宮は智謀こそあるが、決断が遅い」と評している。
『三国志』呂布伝の注に引く「典略」によれば、陳宮は呂布のために策略を立てたが、呂布がいつも陳宮の策略に従わなかったとされる。その事例としては、下邳篭城戦の際のやり取りが挙げられる。陳宮は、呂布が城外に布陣し、自らが城内に留まったうえで曹操の背後を攻撃し、曹操が城を攻めたら、呂布に城外から救援させるよう献策した。しかし、呂布の妻が「曹操が陳宮を我が子のように優遇していたのに、それでも陳宮は裏切りました」との旨を呂布に述べたため、呂布は陳宮の策を採用しなかった。
また、陳宮は高順と深刻な不仲であった。同じく下邳篭城戦の際に、呂布は陳宮と高順に下邳城を守らせ、騎兵を率いて曹操軍の糧道を断とうとしたが、呂布の妻が陳宮と高順の不仲を指摘したため取りやめている。
史実上の彼の行動には不明な点が多く、各創作物では知謀に長けた策士という人物像を基調とし、様々な陳宮像が描かれている。